# 摩里亞
摩里亞（希腊语：或）是中世纪和近代初期希腊伯罗奔尼撒半岛的名称。

## 名称的来源
“摩里亞”这个名称的起源不很明确，10世纪在拜占庭的一份史书中首次提到了这个名称。如同许多其它巴尔干半岛上的名称，其来源往往会涉及到一定的政治意义，因此许多巴尔干半岛上的名称的来源有争议。摩里亞这个名称也是这样的。
一般认为这个名字来自于桑树（希腊语：Μουριά），伯罗奔尼撒半岛自古就有桑树，但拜占庭帝国时期来自中国的养蚕技术传入，桑树作为蚕的食物来源获得了经济价值。伯罗奔尼撒可能因养蚕业发达或者形状像一片桑叶而得名。 但是使用长音的是非常强烈的反对这个解释的理由。
这个词的拼写方法（尤其是使用长音的）以及其最早的使用使有些人提出这个名字源于，意思是傻瓜，在拜占庭时期这个词也往往用来代表造反者或者强盗。使用这个解释法摩里亞的意思是造反者的地方的意思，这个描写对当地历史是相当恰当的。希腊语语言学家认为这个解释是最合理的，但是当地人却至今反对这个解释。因为在现代希腊语中这个词又成为傻瓜的意思，丧失了其拜占庭时期的含义。
1830年奥地利历史学家雅各布·菲利普·伐尔麦耶（Jakob Philipp Fallmerayer）发表了他的《中世纪摩里亞半岛历史》（Geschichte der Halbinsel Morea während des Mittelalters）的第一卷。伐尔麦耶分析了斯拉夫名称在希腊本土的普及，由此得出结论认为19世纪的希腊人與古代的希腊人几乎没有直接的文化连接，而是主要与斯拉夫人有直接的文化亲缘关系。斯拉夫人于6世纪和7世纪入侵了希腊本土。作为对他的理论的支持伐尔麦耶认为摩里亞这个词来自于斯拉夫语中的（海）。伐尔麦耶的理论始终没有被接受过。1990年代进行的大规模的基因分析也完全推翻了他的这个理论。

## 历史

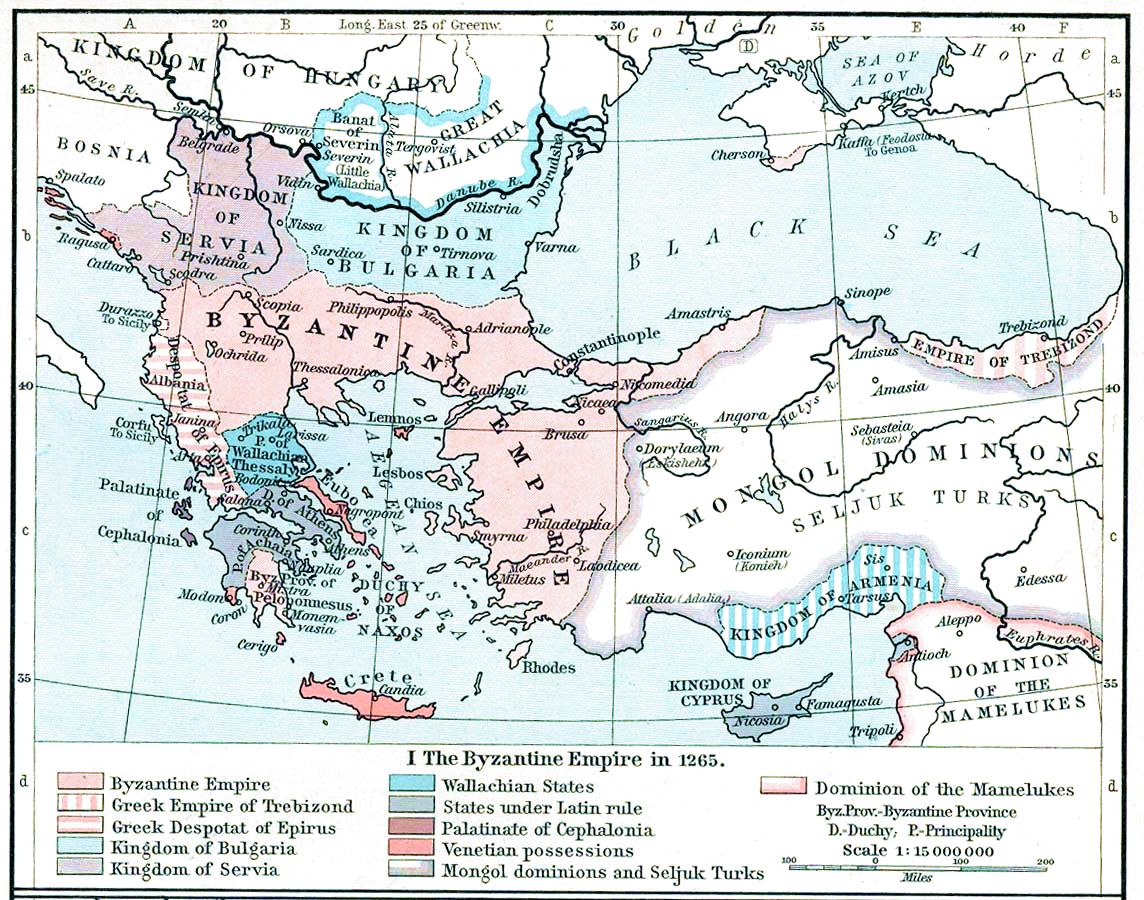
1265年时期拜占庭帝国内摩里亞及其周边地区，图来自1911年出版的《历史地图》

1204年第四次十字军东征占领君士坦丁堡后，两位法国骑士率部占领了伯罗奔尼撒半岛大部，建立了亚该亚亲王国，并沿用了当地的习俗将伯罗奔尼撒称为摩里亞。
摩里亞最重要的统治者是威列哈督因的威廉二世，1249年他加固了斯巴达附近的米斯特拉斯。1259年拜占庭皇帝米哈伊尔八世在佩拉岗尼亚战役中获胜后威廉被迫放弃了摩里亞东部大多数地区，包括他新建的要塞。
14世纪中拜占庭皇帝約翰六世将摩里亞重新组织为摩里亞专制国，一般由驻扎在米斯特拉斯的拜占庭太子管理。最后拜占庭收復了整个摩里亞。但是1460年奥斯曼帝国征服了摩里亞。
弗朗切斯科·莫罗西尼为威尼斯共和国占领了摩里亞，但是威尼斯的统治在当地非常不受欢迎，1714年奥斯曼帝国在一次快速战役中收复了摩里亞。奥斯曼帝国将当地的管理中心移到特里波利斯，在这段时间里摩里亞比较稳定和兴旺。但18世纪末当地人又开始不满。虽然奥斯曼帝国进行血腥镇压，但是无法扑灭当地的游击战。最后摩里亞成为希腊独立战争的摇篮和中心。

## 《摩里亚编年史》
《摩里亚编年史》是一本14世纪诞生的作者不详的史书，描写了第四次十字军东征后法兰克人在希腊本土建立封建制度的过程。虽然其内容的历史性不一定可靠，但它对封建社会的生动描述使它非常有名。此外它显示了当时从中世纪希腊语向现代希腊语的快速转变。这份史书有法语、希腊语、阿拉贡语、意大利语的版本，难以确定法语版本和希腊语版本哪个更早。